# Temnostoma
Genre
Temnostoma est un genre d'insectes diptères du sous-ordre des Brachycera (les Brachycera sont des mouches muscoïdes aux antennes courtes), de la famille des Syrphidae, de la sous-famille des Eristalinae.

## Liste des espèces présentes en Europe
Selon Fauna Europaea (8 juin 2016) :
- Temnostoma apiforme
- Temnostoma bombylans
- Temnostoma meridionale
- Temnostoma vespiforme